# Бейтнер, Пётр Львович
Пётр (настоящее имя Маркус) Львович Бейтнер (29 августа (11 сентября) 1902, Харбин — 31 декабря 1967, Одесса) — советский художник-постановщик. Заслуженный деятель искусств Армянской ССР (1963).

## Биография
В кино с 1926 года. Занимался в Симбирске у П. И. Пузыревского (1927), затем в Одессе у В. Х. Заузе (1927-28) и И. А. Шпинеля (1928-30). Для различных киностудий СССР (Укрфильм, Мосфильм, Арменфильм и других) оформил фильмы: «Всё спокойно» (1930), «Пышка», «Петербургская ночь» (1934, совм. с И. А. Шпинелем), «Отец и сын» (1938), Гость из Мекки и «Мечта» (1940 совм. с В. П. Каплуновским), «Здравствуй, Москва» (1945), «Насреддин в Ходженте» (1959), «Кольца славы» (1962), а также большое количество театральных спектаклей в различных театрах.
Умер в Одессе, похоронен в Ереване.

## Фильмография
- 1931 Никита Иванович и социализм («Люди на земле»)
- 1934 Петербургская ночь
- 1934 Пышка
- 1935 Осадное положение
- 1936 Родина зовёт
- 1942 Дочка
- 1943 Давид-Бек
- 1945 Здравствуй, Москва!
- 1946 Сын полка
- 1948 Страницы жизни
- 1949 Девушка Араратской долины
- 1955 В поисках адресата
- 1956 Пленники Барсова ущелья
- 1956 Тропою грома
- 1957 Лично известен
- 1958 О моём друге
- 1959 Насреддин в Ходженте, или Очарованный принц
- 1960 Голоса нашего квартала
- 1961 Двенадцать спутников
- 1962 Кольца славы
- 1963 Четверо в одной шкуре
- 1965 Чрезвычайное поручение